# Hoya maingayi
Hoya maingayi är en oleanderväxtart som beskrevs av Joseph Dalton Hooker. Hoya maingayi ingår i släktet Hoya och familjen oleanderväxter. Inga underarter finns listade i Catalogue of Life.